# Abraxas labraria
Abraxas labraria es una especie de polilla de la familia Geometridae, descrita por primera vez por Achille Guenée en 1857, con una distribución endémica en la isla de Java.